# Finance publique internationale
La finance publique internationale est l'ensemble des circuits et flux financiers liant les États souverains, ou bien entre eux, ou aux organisations supranationales spécialisées. La finance publique internationale peut passer par les marchés financiers ou par des canaux bilatéraux. 

## Concept
Les États souverains peuvent coopérer dans le domaine des finances publiques. Il est ainsi possible pour un État d'ouvrir un poste de dépense afin d'envoyer des dons ou autres transferts financiers vers le trésor public d'un autre pays. Ces transferts peuvent être discrétionnaires, votés par le Parlement, ou bien encore, être réglés par des traités au sein d'une communauté d'États.
L'aide publique au développement est l'un des principaux flux de la finance publique internationale. Il s'agit pour des pays de faire transiter des sommes vers un pays étranger en besoin de financement. Toutefois, l'aide internationale au développement prend depuis plusieurs décennies la forme d'aides à projets, plutôt que de simples versements de fonds publics.
Certaines organisations ou institutions internationales sont entièrement consacrées aux questions relatives aux finances publiques internationales ou à des sujets connexes. Ainsi, le Club de Paris s'attache à assurer une coordination entre les États riches et les États qui ont besoin de financement (notamment, pour rembourser leur dette publique). Le cas échéant, le Club organise aussi des négociations entre créanciers afin de diminuer la charge de la dette des pays insolvables.
Les autorités monétaires, dont notamment les banques centrales, participent de la finance publique internationale par des accords passés entre elles pour s'entraider. Elles utilisent souvent les obligations des trésors publics des autres pays ou zones monétaires comme support de leurs réserves de change.
Enfin, les organisations supranationales spécialisées dans le financement de l'économie, comme la Banque européenne d'investissement, sont des actrices à part entière de la finance publique internationale, en ce qu'elles mobilisent des fonds publics pour mener des opérations économiques transfrontalières.

## Histoire
Les flux financiers publics internationaux augmentent après la Seconde Guerre mondiale. Les États-Unis abondent les pays européens d'argent public pour aider à leur reconstruction.